# Eva Anguela
Eva Anguela Yágüez (* 11. Juni 2002 in Galapagar) ist eine spanische Radsportlerin, die Rennen auf Bahn und Straße fährt.

## Sportlicher Werdegang
Eva Anguela begann ihre sportliche Laufbahn beim Club Ciclista Galapagar. Galapagar liegt rund 40 Kilometer von Madrid entfernt und verfügt über das moderne Velodromo Municipal de Galapagar. 2020 wurde sie spanische Junioren-Meisterin im Straßenrennen sowie mit Adriana San Román im Zweier-Mannschaftsfahren auf der Bahn, nachdem sie zuvor schon zahlreiche nationale Meistertitel in verschiedenen Altersklassen errungen hatte. 2021 belegte sie bei der Vuelta CV Féminas den achten Platz und errang somit ihre ersten UCI-Punkte. 2023 belegte sie mit Isabella Maria Escalera bei den U23-Europameisterschaften Rang drei im Zweier-Mannschaftsfahren.

## Familie
Der Bruder von Eva Anguela, Mario (* 2004), ist ebenfalls als Radsportler erfolgreich.

## Erfolge

### Bahn
2020
- Spanische Junioren-Meisterin – Zweier-Mannschaftsfahren (mit Adriana San Román)

2023
- U23-Europameisterschaft – Zweier-Mannschaftsfahren (mit Isabella Maria Escalera)

2024
- Spanische Meisterin – Ausscheidungsfahren
- U23-Europameisterschaften – Ausscheidungsfahren

### Straße
2020
- Spanische Junioren-Meisterin – Straßenrennen